# 대서양 방벽
대서양 방벽(독일어: Atlantikwall)은 제2차 세계 대전 당시 영국에서 나치 독일군이 점령한 유럽으로 예상되는 연합군의 침공에 대한 방어를 위해 1942년부터 1944년 사이에 유럽 대륙의 서쪽 해안과 스칸디나비아를 따라 건설된 광범위한 해안 방어 시설 및 요새 체계이다. 대서양 방벽의 병력 배치 및 운영은 독일 육군이 행정적으로 감독했으며, 루프트바페 지상군의 일부 지원도 받았다. 독일 해군은 여러 해안 방어 구역으로 조직된 별도의 해안 방어망을 유지했다.
아돌프 히틀러는 1942년 총통 지령 제40호를 통해 이 요새 건설을 명령했다. 50만 명 이상의 프랑스인 노동자들이 건설에 동원되었다. 이 방벽은 나치 선전에서 자주 언급되었으며, 그 크기와 강도는 종종 과장되었다. 요새에는 거대한 해안포, 포대, 박격포, 그리고 대포가 포함되었으며, 수천 개의 포병대가 방어를 위해 배치되었다. 오늘날, 방벽의 유적은 건설된 모든 국가에 존재하지만, 많은 구조물이 세월이 흐르면서 바다로 무너져 내리거나 해체되었다.

## 배경
유럽에서 제2차 세계 대전은 나치 독일의 폴란드 침공과 함께 1939년 9월 1일에 시작되었다. 이틀 후, 영국과 프랑스가 독일에 전쟁을 선포했다. 그러나 폴란드의 지리적 위치 때문에 연합군이 직접 개입하는 것은 불가능했다. 침공 4주 만에 독일군은 폴란드를 성공적으로 점령했다.
이 승리 후 한 달도 채 되지 않아 아돌프 히틀러는 독일이 프랑스와 저지대 국가를 통한 공격에 대비해야 한다는 지시를 내렸다. 그러나 독일 최고 사령부 (OKW)는 준비가 적어도 다음 해까지는 필요하다고 확신했다. 격렬한 논쟁 끝에 히틀러는 마지못해 기다리는 데 동의했다. 1940년 5월, 독일군 세 개 대규모 집단군이 6주도 채 되지 않아 프랑스와 저지대 국가를 휩쓸었다.

## 역사

### 건설

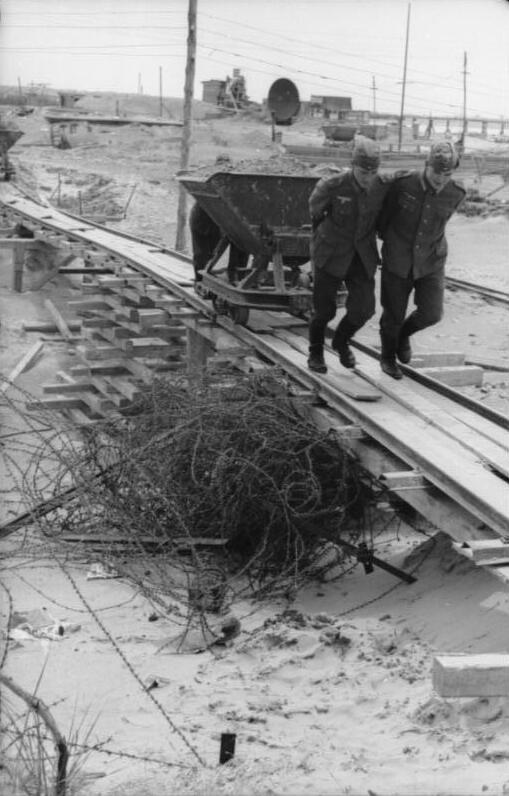
1940년대 대서양 방벽 방어시설 건설

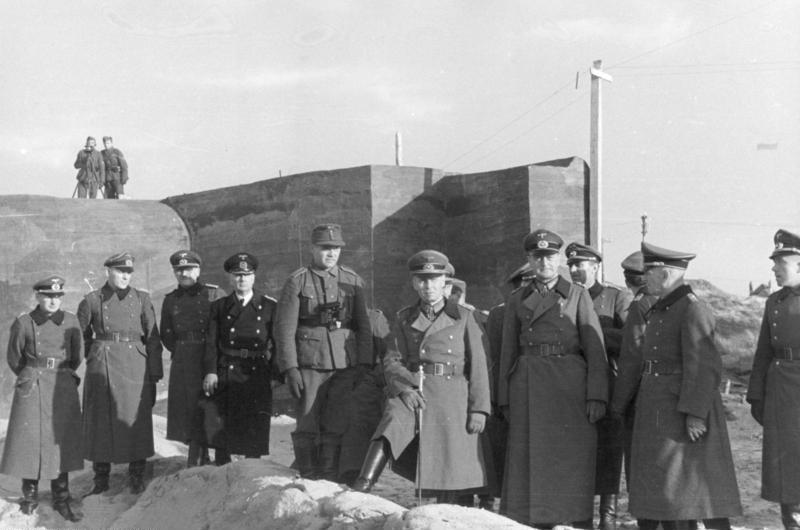
에르빈 롬멜 원수가 벨기에 오스텐더 항구 근처 대서양 방벽 방어 시설을 방문하는 모습. 현재 대서양 방벽 야외 박물관이 있는 라페르자이드 요새의 일부이다.

대서양 방벽 건설 결정에 앞서, 여러 차례의 코만도 기습 이후 1941년 6월 2일 아돌프 히틀러는 채널 제도 지도를 요청했다. 다음 날 지도가 제공되었고 1941년 6월 13일까지 히틀러는 결정을 내렸다. 병력을 섬에 추가 배치하고 방어 시설이 전차와 해안포가 부족하여 불충분하다고 판단한 후, 토트 조직 (OT)에 더 큰 섬들 각각에 200~250개의 요새를 건설하도록 지시했다. 이 계획은 OT에 의해 확정되어 히틀러에게 제출되었다. 원래의 방어 명령은 1941년 10월 18일 기술자들의 요구 사항 평가를 논의하기 위한 총통 회의 이후 1941년 10월 20일자로 두 번째로 강화되었다.:197 채널 제도의 영구 요새화는 14개월 이내에 난공불락의 요새로 만들려는 것이었다.:448 페스퉁스피오니어코만더 XIV는 채널 제도 요새화 프로젝트를 지휘하기 위해 창설되었다.
6개월 후인 1942년 3월 23일, 히틀러는 "대서양 방벽" 건설을 요구하는 총통 지령 제40호를 발표했다. 그는 해군 및 잠수함 기지를 강력하게 방어하도록 명령했다. 요새는 1943년 말까지 항구를 중심으로 집중되었으며, 이후 다른 지역으로 방어 시설이 확대되었다. 이 결정으로 육군 공병대와 OT는 신속하게 조직해야 했다. 막대한 양의 시멘트, 철근 및 장갑판이 필요했으며, 모든 것을 운송해야 했다.
나치 선전은 방벽이 노르웨이 곶에서 스페인 국경까지 뻗어 있다고 주장했다.

### 레겔바우

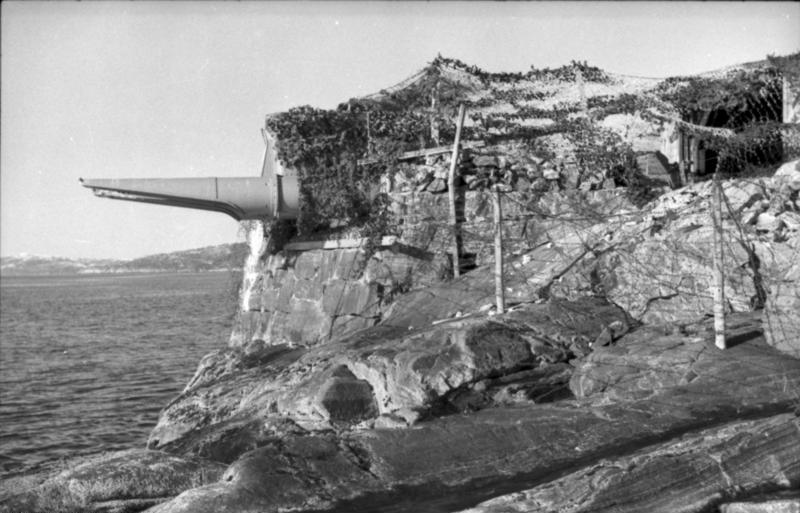
노르웨이 북부의 위장된 독일 어뢰 포대

레겔바우 (표준 건축) 시스템은 600가지가 넘는 승인된 유형의 벙커와 포곽에 대한 설계도를 사용했는데, 각 유형은 특정 목적을 가지고 있었으며, 적군의 건축물을 점령하고 검토하면서 업데이트되었고, 심지어 일부는 효과를 확인하기 위해 파괴 테스트를 거치기도 했다. 이들은 직각의 입구 문, 장갑 공기 흡입구, 30mm 두께의 강철 문, 환기 및 전화기{{ref name="EG">Gavey, Ernie (2001). 《German Fortifications of Guernsey》. Guernsey Armouries. ISBN 978-0953163106.</ref>:7, 나무로 안을 댄 내부 벽, 비상 탈출 시스템과 같은 표준 기능을 통합했다. 200가지 이상의 표준화된 장갑 부품이 있었다.:350
표준화는 장비 제조, 자재 공급, 건축 예산 및 재정 통제, 건설 프로젝트 계획 속도를 크게 단순화했다.:50
부족을 상쇄하기 위해 프랑스 및 다른 점령국의 군대에서 노획한 장비를 방어 시설에 통합했으며, 독일군 포병이 아닌 포, 대전차 및 기관총용 포곽을 설계하고, 토브룩 진지 (토브룩 구덩이)에 구식 전차의 포탑을 사용했다.:51

### 토트 조직
1933년에 창설된 토트 조직 (OT)은 전전 기간 동안 프랑스-독일 국경을 따라 지크프리트선을 설계했다. OT는 방벽의 주요 포병 진지 및 요새의 설계 및 건설을 담당하는 주요 공병 그룹이었다.
OT는 건설 회사의 인력과 장비를 보완하기 위해 감독관과 인력을 공급하고, 보급품, 기계 및 운송을 조직했다. 많은 건설 회사가 독일 회사였지만, 점령국의 건설 회사들도 계약에 입찰했다. 회사들은 OT 작업을 신청할 수도 있었고 징집될 수도 있었다.:53 OT가 각 회사의 자재와 인력을 통제했기 때문에, 작업을 제시간에 완료하지 못한 회사들은 폐쇄되거나, 벌금을 부과받거나, 더 효율적인 대규모 단위로 통합되거나 합병될 수 있었다. 그러나 성공적인 회사들은 매력적인 수익을 올릴 수 있었다.:53–4
OT는 필요한 작업에 대한 견적을 받고 각 건설 회사와 계약을 체결하여 가격과 계약 조건을 명시했는데, 여기에는 효율성에 대한 보너스 지급, OT 노동자 (국적과 기술에 따라 다름)의 임금 및 보너스 지급이 포함되었다. 각 현장에는 여러 건설 회사가 작업할 수 있었다.
노동력은 숙련된 자원봉사자, 엔지니어, 설계자, 감독관으로 구성되었으며, 이들은 급여를 받고 잘 대우받았다. 다음은 자원봉사자들이었는데, 주로 목수, 배관공, 전기 기술자, 금속 노동자 등 숙련된 기술자들이었다. 이 노동자들도 급여를 받고 휴가를 즐기며 잘 대우받았다. 다음은 비숙련 강제 노동자였는데, 임금이 매우 적었고 상당히 가혹하게 대우받았다. 마지막으로는 효과적인 노예 노동자들이었는데, 거의 급여를 받지 못하고 식사도 제대로 제공되지 않았으며 매우 가혹하게 대우받았다.:75 OT는 노동 기술 향상을 위한 훈련 과정을 운영했다.:18
막대한 수의 노동자들이 필요했다. 비시 정권은 강제 노동 제도를 부과하여 약 60만 명의 프랑스 노동자들을 영국 해협에 면한 네덜란드, 벨기에, 프랑스 해안을 따라 이 영구 요새를 건설하도록 징집했다. 인력 압박, 연료 부족 및 V-무기 현장과 같이 일부 자원봉사자들이 그러한 위험한 지역에서 일하기를 거부했던 작업장의 폭격으로 인해 1943년 후반과 1944년에 OT의 효율성이 감소했다.:50
1944년 1월, OT 셰르부르크는 34개 회사와 15,000명의 노동자, 그리고 79개의 하도급 업체를 관리했다. OT에는 진행 상황, 작업 변경, 사용된 재료, 재료 재고, 기술 유형별 사용된 노동 시간, 날씨, 장비 재고 및 품질, 감독 수준, 직원 결근, 인력 수준, 사망 및 발생한 문제 등을 보여주는 일일, 주간, 월간 보고서를 제출해야 했다.:57

### 영국군 공격
1942년에서 1943년 대부분 동안 대서양 방벽은 추축국 병사들에게 편안한 전선으로 남아 있었으며, 단 두 차례의 대규모 영국군 공격만이 있었다. 1942년 3월 생나제르 근처에서 시작된 채리엇 작전은 노르망디 건선거와 시설의 독일군 펌프 설비를 성공적으로 파괴하고 심각한 손상을 입혔다. 두 번째 공격은 1942년 8월 프랑스 항구 디에프 근처에서 시작된 디에프 기습으로, 독일군 방어 시설을 시험하고 캐나다군에게 전투 경험을 제공하기 위함이었다. 독일군은 생나제르에서 패배했지만, 디에프에서는 큰 어려움 없이 공격을 격퇴했으며, 큰 인명 피해를 입혔다. 디에프 기습은 연합군에게는 재앙이었지만, 히틀러를 경악하게 했고, 그는 서부에서 연합군의 침공이 곧 뒤따를 것이라고 확신했다. 디에프 기습 이후 히틀러는 서부 독일군 총사령관인 게르트 폰 룬트슈테트 원수에게 독일군 진지를 강화하기 위해 15개 사단을 추가로 제공했다.

### 재편성
1944년 초, 나치 점령 유럽에 대한 연합군의 침공 가능성이 점점 더 높아지자, 에르빈 롬멜 원수는 방벽의 방어력을 향상시키는 임무를 맡았다. 기존의 해안 요새가 전적으로 부적절하다고 판단한 그는 즉시 강화 작업을 시작했다. 롬멜의 주된 우려는 연합군의 공군력이었다. 그는 북아프리카에서 영국군과 미국군과 싸울 때 이를 직접 목격했으며, 이는 그에게 깊은 인상을 남겼다. 그는 독일군의 어떤 반격도 효과를 내기도 전에 연합군 항공기에 의해 저지될 것이라고 우려했다. 그의 지휘 아래 수백 개의 철근 콘크리트 토치카가 해변이나 때로는 약간 내륙에 건설되어 기관총, 대전차포, 경포 및 중포를 수용했다. 지뢰와 대전차 장애물이 해변에 설치되었고, 해안선 바로 앞바다에는 수중 장애물과 기뢰가 배치되었다. 잘 알려지지 않은 사실은 해변 장애물 위에 촉각 감지 지뢰가 설치되었다는 것이다. 이는 연합군 상륙정이 해변에 상륙하기 전에 파괴하기 위함이었다.

### D-데이
연합군 침공 당시 독일군은 북프랑스에 거의 600만 개의 지뢰를 설치했다. 더 많은 포대와 지뢰밭은 해변에서 멀리 떨어진 도로를 따라 내륙으로 확장되었다. 글라이더와 공수부대원이 상륙할 가능성이 있는 지점에는 독일군이 끝이 뾰족한 경사진 기둥을 박았는데, 병사들은 이를 롬멜스파르겔("롬멜의 아스파라거스")이라고 불렀다. 저지대 강과 하구 지역은 의도적으로 침수되었다. 롬멜은 침공이 해변에서 저지되지 않으면 독일이 필연적으로 패배할 것이라고 믿으며 "영국군과 미국군을 해변에서 밀어내는 것이 절대적으로 필요하다. 그 이후에는 너무 늦을 것이다. 침공의 첫 24시간이 결정적일 것이다."라고 선언했다.

## 채널 제도
채널 제도는 강력하게 요새화되었는데, 특히 영국에 가장 가까운 올더니섬이 그러했다. 히틀러는 영국 영토를 장악하는 선전 가치 때문에 대서양 방벽에 사용된 강철과 콘크리트의 12분의 1이 채널 제도로 가야 한다고 명령했다. 이 섬들은 수많은 홀강스아늘라게 터널, 포곽, 그리고 해안포 진지를 갖춘 유럽에서 가장 밀집된 요새 지역 중 하나였다.
그러나 채널 제도는 전략적 중요성이 부족했고, 연합군은 노르망디를 침공할 때 이들을 우회했다. 그 결과, 섬에 주둔하던 독일군 병력은 유럽 전승 기념일 다음 날인 1945년 5월 9일까지 항복하지 않았다. 올더니섬의 주둔군은 5월 16일까지 항복하지 않았다. 대부분의 독일군 병력이 평화롭게 항복했기 때문에, 채널 제도에는 가장 잘 보존된 대서양 방벽 유적지 중 일부가 남아 있다.
건지섬 사령관은 섬의 요새인 페스퉁 건지에 대한 상세한 그림, 계획, 설명을 담은 책을 제작했다.

## 요새
많은 주요 항구와 거점들이 대서양 방벽에 통합되어 강력한 요새화를 거쳤다. 히틀러는 모든 거점에서 끝까지 싸우라고 명령했으며, 일부는 독일의 무조건 항복 때까지 독일군 수중에 남아 있었다. 몇몇 항구 요새는 연합군에게 포위된 후 잠수함을 통해 보급을 받았다. 이들 거점의 방어군에는 외국인 자원병과 무장친위대 병력이 포함되었다.
| 위치             | 사령관                                               | 주둔군 병력 | 비고                                           | 항복일          | Ref.   |
| ---------------- | ---------------------------------------------------- | ----------- | ---------------------------------------------- | --------------- | ------ |
| 올더니섬         | 막시밀리안 리스트                                    | 3,200       | 올더니섬의 요새                                | 1945년 5월 16일 | [ 22 ] |
| 안트베르펜       | 구스타프아돌프 폰 잔겐                               | 90,000      | 스헬더 전투                                    | 1944년 11월 8일 | [ 23 ] |
| 불로뉴           | 페르디난트 하임                                      | 10,000      | Operation Wellhit                              | 1944년 9월 22일 | [ 15 ] |
| 브레스트         | 헤르만베른하르트 람케                                | 38,000      | 브레스트 전투                                  | 1944년 9월 19일 | [ 24 ] |
| 칼레/캅그리네즈  | 루트비히 슈뢰더                                      | 7,500       | Operation Undergo                              | 1944년 9월 30일 | [ 15 ] |
| 셰르부르         | 카를빌헬름 폰 슐리벤                                 | 47,000      | 셰르부르 전투                                  | 1944년 6월 27일 | [ 15 ] |
| 됭케르크         | 프리드리히 프리시우스                                | 12,000      | 연합군의 됭케르크 포위                         | 1945년 5월 8일  | [ 25 ] |
| 건지섬           | 루돌프 그라프 폰 슈메토 이어서 프리드리히 휘프마이어 | 11,700      | 건지섬의 독일군 요새화                         | 1945년 5월 9일  | [ 15 ] |
| 저지섬           | 루돌프 그라프 폰 슈메토 이어서 프리드리히 휘프마이어 | 11,600      | 독일의 채널 제도 점령 독일 점령 채널 제도 해방 | 1945년 5월 9일  | [ 26 ] |
| 라로셸/라팔리스  | 에른스트 쉬를리츠                                    | 11,500      | 라로셸 연합군 포위                             | 1945년 5월 9일  | [ 27 ] |
| 르아브르         | 헤르만에버하르트 빌더무트                            | 14,000      | Operation Astonia                              | 1944년 9월 12일 | [ 15 ] |
| 르베르동쉬르메르 | 오토 프라흘                                          | 3,500       | —                                              | 1945년 4월 20일 | [ 28 ] |
| 로리앙           | 빌헬름 파름바허                                      | 25,000      | —                                              | 1945년 5월 10일 | [ 29 ] |
| 오스텐더         | 에리히 율리우스 뮐베, 대령                           | 60,000      | —                                              | 1944년 9월 7일  | [ 30 ] |
| 루아양           | 한스 미하헬레스                                      | 5,000       | —                                              | 1945년 4월 17일 | [ 29 ] |
| 생말로/디나르    | 안드레아스 폰 아울로크                               | 12,000      | —                                              | 1944년 8월 17일 | [ 31 ] |
| 생나제르         | 한스 융크                                            | 35,000      | —                                              | 1945년 5월 11일 | [ 29 ] |
| 제이브뤼허       | 크누트 에베르딩                                      | 14,000      | —                                              | 1944년 11월 1일 | [ 32 ] |

## 보존

### 프랑스
많은 프랑스 건설 회사들이 대서양 방벽 건설을 돕는 것으로 재정적 이득을 보았으며, 이 회사들은 전후 처벌을 받지 않았다.
전쟁 직후에는 나치 점령과 관련된 부정적인 기억 때문에 방벽 보존에 대한 관심이 거의 없었다. 해변 요새 중 일부는 무너지거나 물에 잠겼으며, 내륙에 있는 요새들은 주로 그 위치 때문에 여전히 존재한다.
가장 잘 보존된 부분 중 하나는 토트 포대이다. 2011년 독일, 네덜란드, 영국의 단체들이 방벽 보존을 위한 새로운 노력을 주도했다. 프랑스가 방벽을 보존하기 위해 국립 기념물로 지정해야 하는지에 대한 의문이 제기되었지만, 지금까지 어떤 정부도 이를 추진하지 않았다.

### 기타
방어벽이 완전히 완성되지는 않았지만, 오스텐더 근처, 채널 제도, 발헤런, 스헤베닝언 근처, 헤이그, 카트베이크, 노르트베이크, 덴헬더르, 그리고 스칸디나비아 (특히 덴마크와 노르웨이)에는 여전히 많은 벙커가 존재한다.

## 같이 보기
- 제2차 세계 대전 당시 영국의 대침공 준비
- 체코슬로바키아 국경 요새
- 대륙봉쇄령, 나폴레옹의 영국 제국 봉쇄
- 지크프리트선
- 마지노선
- 마레스선

## 내용주
1. ↑  노르트카프에서 스페인 국경까지의 해안 방어는 105mm에서 406mm에 이르는 포병 및 해군 포를 포함했으며, 800개 이상의 포대로 조직되었다. 또한 75mm에서 90mm에 이르는 포를 포함하여 대공포도 250개 이상 배치되었다.[2]

### 인쇄물
- Ambrose, Stephen (1994). 《D-Day, June 6, 1944: The Climactic Battle Of World War II》. 사이먼 & 슈스터. ISBN 0-671-67334-3.
- Darman, Peter (2012). 《The Allied Invasion of Europe》. Rosen Publishing Group. ISBN 978-1-4488-9234-1.
- Delaforce, Patrick (2005). 《Smashing The Atlantic Wall: The Destruction of Hitler's Coastal Fortresses》. Casemate Publishers. ISBN 978-1-84415-256-8.
- Hakim, Joy (1995). 《A History of Us: War, Peace And All That Jazz》. Oxford University. ISBN 0-19-509514-6.
- Hastings, Max (2004). 《Armageddon: The Battle for Germany 1944–45》. Macmillan. ISBN 0-333-90836-8.
- Kaufmann, J. E.; Robert, Jurga (2003). 《Fortress Third Reich: German Fortifications And Defense Systems in World War II》. Da Capo Press. ISBN 0-306-81239-8.
- McNab, Chris (2014). 《Hitler's Fortresses: German Fortifications And Defences 1939–45》. Osprey Publishing. ISBN 978-1-78200-828-6.
- Mountbatten, Chris (2007). 《Combined Operations: The Official Story of the Commandos》. Read Books. ISBN 978-1-4067-5957-0.
- Pauls, Michael; Facaros, Dana (2007). 《Cadogan Guide Dordogne, the Lot & Bordeaux》. New Holland Publishers. ISBN 978-1-86011-354-3.
- Saunders, Anthony (2001). 《Hitler's Atlantic Wall: Fortress Europe》. University of Michigan. ISBN 978-0-7509-4554-7.
- Stephenson, Charles; Taylor, Chris (2013). 《The Channel Islands 1941–45: Hitler's Impregnable Fortress》. Osprey Publishing. ISBN 978-1-4728-0375-7.
- Williamson, Louis (2012). 《U-Boat Bases And Bunkers 1941–45》. Osprey Publishing. ISBN 978-1-78200-002-0.
- Williams, Paul (2013). 《Hitler's Atlantic Wall: Pas De Calais》. Casemate Publishers. ISBN 978-1-84884-817-7.
- Zuehlke, Mark (2009). 《Terrible Victory: First Canadian Army And The Scheldt Estuary Campaign: September 13 – November 6, 1944》. D & M Publishers. ISBN 978-1-926685-80-9.

### 온라인
- “공격 계획”. 미국 육군 군사 연구소. 2008년 1월 5일에 원본 문서에서 보존된 문서. 2015년 3월 22일에 확인함.
- Schofield, Hugh (2011년 9월 13일). “히틀러의 대서양 방벽: 프랑스는 보존해야 하는가?”. 영국방송공사. 2015년 3월 25일에 확인함.
- “저지섬 – 나의 섬 – 역사 – 독일 점령”. 영국방송공사. 2015년 3월 25일에 확인함.

### 미디어
- 《전격전》 (텔레비전 다큐멘터리). 미국: 월드 미디어 라이츠. 2009. 2 April 2015에 원본 문서에서 보존된 문서. 22 March 2015에 확인함.
- 《위대한 상륙》 (텔레비전 다큐멘터리). 프랑스: 프랑스 2. 2009. 2015년 3월 22일에 확인함.
- 《오버로드》 (텔레비전 다큐멘터리). 미국: 월드 미디어 라이츠. 2009. 2 April 2015에 원본 문서에서 보존된 문서. 22 March 2015에 확인함.
- 대서양 방벽과 D-데이 상륙을 위한 연합군 계획에서의 그 중요성은 케빈 도허티의 소설 빌라 노르망디 (엔데버 프레스, 2015)에 등장한다.
- 아직 서 있는 방벽의 많은 건축물들은 조나단 앤드류와 스테판 반플레테렌이 사진을 찍었다.